# 케아앵무
케아앵무는 뉴질랜드에 살고있는 앵무새이며 현존하는 앵무새 중 유일하게 산악지대에 사는 종이다. 예전에는 수가 많았으나, 영국의 식민화 과정에서 가축에 피해를 입히는 존재로 인식되어 많이 사냥당했고 현재 멸종의 위협을 받고 있다.
몸빛깔은 흐린 황록색이며, 날개의 아래쪽은 붉은색이다. 여름에는 산에 서식하지만 겨울에는 저지대로 내려온다. 잡식성으로 곤충, 식물의 열매, 양과 사슴의 시체를 먹는다. 또한 어린 양이나 병든 양을 공격하는 것으로 알려져 있다.